# Vassili Kouznetsov (homme politique)
Pour les articles homonymes, voir Vassili Kouznetsov et Kouznetsov.
Vassili Vassilievitch Kouznetsov (en russe : Василий Васильевич Кузнецов), né le 31 janvier 1901 (13 février dans le calendrier grégorien) dans le Gouvernement de Kostroma et mort le 5 juin 1990 à Moscou, est un homme d'État soviétique.

## Biographie
Sorti de l'Université polytechnique de Saint-Pétersbourg en 1926, Vassili Kouznetsov devient ingénieur à l'usine de sidérurgie de Makïvka. Après une formation au département métallurgie de l'Université Carnegie-Mellon en 1931, il est nommé ingénieur en chef et directeur adjoint du laboratoire de recherche industrielle en 1933. En 1936, il dirige l'institut de métallographie des aciers de l'Usine métallurgique Electrostal dans l'oblast de Moscou. Depuis septembre 1937, il dirige le groupe technologique du département technique Glavspetstal au sein du Commissariat du peuple à l’Industrie lourde de l'Union soviétique.
En 1940, il est nommé président adjoint du Gosplan. Du 15 mars 1944 au 12 mars 1953, il préside le Comité central de Syndicats professionnels de l'Union soviétique. Il devient vice président de la Fédération syndicale mondiale en 1945.
Vassili Kouznetsov préside le Soviet des nationalités du 12 mars 1946 au 12 mars 1950. Membre d'Orgburo en 1946-1952, membre du Politburo en 1952-1989, il est nommé au Ministère des Affaires étrangères en 1953. En 1953, en mission diplomatique en Chine. En 1953-1955, il est adjoint, en 1955-1977, le premier adjoint du ministre des affaires étrangères de l'Union soviétique. Il participe notamment à la résolution de la Crise des missiles de Cuba.
Durant les années 1980, et à l'occasion des décès successifs de plusieurs dirigeants de l'Union soviétique, il est trois fois en trois ans président par intérim du Præsidium du Soviet suprême : 10 novembre 1982 au 16 juin 1983, 9 février au 11 avril 1984, 10 mars au 27 juillet 1985, remplaçant successivement Léonid Brejnev, Iouri Andropov et Konstantin Tchernenko.
Vassili Kouznetsov prend sa retraite en juin 1986. Mort à Moscou le 5 juin 1990, il est enterré au cimetière de Novodevitchi.

## Distinctions

### Décorations
- Héros du travail socialiste
- Ordre de Lénine
- Ordre de la révolution d'Octobre
- Ordre du Drapeau rouge du Travail
- Ordre de l'Étoile rouge
- Ordre de l'Insigne d'honneur

### Récompense
- Prix Staline (1941), pour l'élaboration de l'acier des marques spéciales Electrostal - 75, 262 et 184.